# 阿部正弘
阿部 正弘（あべ まさひろ）は、江戸時代末期の備後国福山藩の第7代藩主。江戸幕府の老中首座を務め、幕末の動乱期にあって安政の改革を断行した。阿部宗家第11代当主。

## 生涯

### 出生
文政2年10月16日（1819年12月3日）、第5代藩主・阿部正精の5男として江戸西の丸屋敷で生まれた。
文政9年6月20日（1826年7月24日）に父・正精が死去して兄の正寧が家督を継ぐと、正弘は本郷（文京区）の中屋敷へ移った（現在でも中屋敷のあった文京区西片には文京区立誠之小学校、西片公園（阿部公園）など、由来する施設が残っている）。しかし正寧は病弱だったため、10年後の天保7年（1836年）12月25日、正弘に家督を譲って隠居した。
天保8年（1837年）、正弘は福山へのお国入りを行った。正弘が国元へ帰ったのはこの1度のみである。
天保9年（1838年）9月1日、奏者番に任じられる。天保11年（1840年）5月19日には寺社奉行見習に、11月には寺社奉行に任じられ、感応寺の破却などを行なっている。大奥と僧侶が徳川家斉時代に乱交を極めていた事件が、家斉没後に寺社奉行となった正弘の時代に露見すると、正弘は家斉の非を表面化させることを恐れて僧侶の日啓や日尚らを処断し、大奥の処分はほとんど一部だけに限定した。この裁断により、第12代将軍・徳川家慶より目をかけられるようになった。

### 老中就任
天保14年（1843年）閏9月11日、25歳で老中となり、幕府を動かすようになった。辰の口（千代田区大手町）の屋敷へ移った。天保15年（1844年）5月に江戸城本丸焼失事件が起こり、さらに外国問題の紛糾などから水野忠邦が老中首座に復帰する。しかし正弘は一度罷免された水野が復帰するのに反対し、家慶に対して将軍の権威と沽券を傷つけるものだと諫言したという。水野が復帰すると、天保改革時代に不正などを行っていた町奉行鳥居忠耀や後藤三右衛門、渋川敬直らを処分し、さらに弘化2年（1845年）9月には老中首座であった水野忠邦をも天保の改革の際の不正を理由にその地位から追い、代わって老中首座となった。
正弘は家慶、家定の2代の将軍の時代に幕政を統括した。嘉永5年（1852年）には、江戸城西の丸造営を指揮した功により1万石が加増される。老中在任中には、度重なる外国船の来航や中国でのアヘン戦争勃発など対外的脅威が深刻化したため、その対応に追われた。
幕政においては、弘化2年（1845年）から海岸防禦御用掛（海防掛）を設置して外交・国防問題に当たらせた。また、薩摩藩の島津斉彬や水戸藩の徳川斉昭など諸大名から幅広く意見を求め、筒井政憲、戸田氏栄、松平近直、川路聖謨、井上清直、水野忠徳、江川英龍、ジョン万次郎、岩瀬忠震など大胆な人材登用を行った。
さらに人材育成のため、嘉永6年（1853年）には自らが治める備後福山藩の藩校「弘道館」（当時は新学館）を「誠之館」に改め、身分にかかわらず教育を行った（後述）。ただ、藩政を顧みることはほとんどなく、藩財政は火の車であった。嘉永5年（1852年）から加増された1万石（天領であった隣接の安那郡山野村と矢川村と神石郡上豊松ほか14 か村　※古川村を除く）はほとんどを誠之館に注ぎ込んだといわれる。
弘化3年（1846年）、アメリカ東インド艦隊司令官ジェームズ・ビドルが相模国浦賀（神奈川県）へ来航して通商を求めたが、正弘は鎖国を理由に拒絶した。7年後の嘉永6年（1853年）にはマシュー・ペリー率いる東インド艦隊がアメリカ大統領フィルモアの親書を携えて浦賀へ来航した。同年7月には長崎にロシアのプチャーチン率いる艦隊も来航して通商を求めた。
この国難を乗り切るため、正弘は朝廷を始め、外様大名を含む諸大名からも意見を募ったが、結局有効な対策を打ち出せず、時間だけが経過した。また、松平慶永や島津斉彬らの意見により、徳川斉昭を海防掛参与に任命したことなどが諸大名の幕政への介入の原因となり、結果的に幕府の権威を弱める一方で雄藩の発言力の強化及び朝廷の権威の強化につながった。
なお、正弘自身は異国船打払令の復活をたびたび諮問しているが、いずれも海防掛の反対により断念している。ただし、これは正弘の真意ではなく斉昭ら攘夷派の不満を逸らす目的であったとの見方もある。

### 安政の改革、晩年
こうして正弘は解決の糸口を見出せないまま、事態を穏便にまとめる形で、嘉永7年1月16日（1854年2月13日）、ペリーの再来により同年3月3日（3月31日）、日米和親条約を締結させることになり、約200年間続いた鎖国政策は終わりを告げる。しかし、条約締結に反対した徳川斉昭は、締結後に海防掛参与を辞任することになる。
安政2年（1855年）、攘夷派である徳川斉昭の圧力により開国派の松平乗全、松平忠優を8月4日（9月14日）罷免にしたことが、開国派であった井伊直弼らの怒りを買い（ただし、その原因を正弘の人事・政策に対する親藩・譜代大名の反発と見る考えもある）、孤立を恐れた正弘は10月9日、開国派の堀田正睦を老中に起用して老中首座を譲り、両派の融和を図ることを余儀なくされた。
こうした中、正弘は江川英龍、勝海舟、大久保忠寛、永井尚志、高島秋帆らを登用して海防の強化に努め、講武所や長崎海軍伝習所、洋学所などを創設した。後に講武所は日本陸軍、長崎海軍伝習所は日本海軍、洋学所は東京大学の前身となる。また、西洋砲術の推進、大船建造の禁の緩和など幕政改革（安政の改革）に取り組んだ。

### 最期
安政3年（1856年）10月、正弘は外交問題の専管の権力を堀田に全て移譲。その上でタウンゼント・ハリスの江戸城登城問題については反対の立場をとりながらも、基本的に外交問題に対しては余り口を挟まないようにしていたという。安政4年（1857年）2月に伊達宗城がハリスの登城問題について正弘と対談して尋ねた際、「卓乎確然たる返答」も無く、宗城は正弘との対談を「無益」に感じたという。
ただ、この頃から正弘の体調が良く無かったため、このような対応をとっていたのではないかとする説がある。医師によると、積年の心労により正弘の体調は悪化し、そんな中でも江戸城に登城を続けていた。だが、血色は良く無く、「御不快」ということでもないという状態だったという。4月20日に玉川上水の羽村あたりで久世広周や内藤信親と馬で遠乗りし、羽村陣屋あたりで鮎の塩焼きと酒を楽しんで過ごしたという。この際は「草臥」れた様子もなかったが、同行した医師によると遠乗りをしたら普通は赤らむ正弘の顔がむしろ青く見えて、近習ですら正弘の体調の異変を感じ出したという。
5月8日に正弘は発熱し、登城できなくなった。5月18日から再度登城を開始し、この頃までには体調を回復した。しかし、この頃から胸に痛みを覚え出し、閏5月になると本格的に体調を崩しだした。閏5月1日に登城した松平慶永が正弘を見て、「昔日の容貌に非ず。病、いと重」と記録している。閏5月3日に正弘と慶永が今生の別れとなる対面をしているが、「定各一と通りの御応答」しかできなかったという。閏5月8日、正弘は今度は腹痛を発し、これ自体は回復したが、閏5月13日には登城を控えた。医師は胸痛と腹痛から疝癪と診断し、将軍の家定は病気療養を最優先して登城を控えることを許可する内意を与えた。これにより、正弘は養生に専念して登城を控えた。
正弘の存在は幕府にとって大きかったため、6月からは多くの医師が診断したという。ある医師は蘭薬、すなわち西洋医術を勧めたが、正弘は拒否したという逸話が伝わっている。結局、多くの医師に診断されながらも正弘の容態は回復しなかった。6月10日に茄子、刺身を食したが、その後に嘔吐する。ただ、6月15日までは容態は何とか安定していた。しかし6月15日の夜から容態が急変し、6月16日に動悸が激しくなる。記録によると「以の外の御容体」「御急変」とある。
6月17日（8月6日）の朝になっても容態は変わらず、記録によると「御呼吸御切迫」となり、それから程なく急死したという。享年39（満37歳8か月）。福山藩の家督は、正弘の男子が全て夭折していたこともあり、甥（兄・正寧の子）で養子の正教が継いだ。
なお、正弘は将軍継嗣問題（家定の後継者問題）では一橋慶喜を推していた。

## 人物・逸話
- 幕末維新の歴史を詳細に綴った徳富蘇峰の『近世日本国民史』では、阿部正弘に対し優柔不断あるいは八方美人の表現を使っている。『国民史』では歴史の登場人物の肉声としての様々な手紙を仮名読みに変換しているため、正弘の肉声を現代の読者が直接読むことができる構成から出発している。
- 『国民史』に所収の書簡からは、攘夷論の正弘が国政を担当する立場から、極論や暴論を繰り返す攘夷派を抑えるために、本心を隠して意図的に協調路線を選択した点がうかがえている。教育研究機関を設置するなど実利的に洋学を導入しながらも、自らは蘭方医の治療を最後まで拒んだとされ、祖法の鎖国体制を破った点も心に傷として残っていたとされる。
- 若すぎる死因に関しては肝臓癌による病死、外交問題による激務からの過労死など諸説ある。飛躍した説では、島津氏など外様の雄藩を幕政に参加させることに不満を抱いた譜代大名（溜間詰）による暗殺説まである。
- 外様などの雄藩、非門閥の開明派幕吏を幕政に参加させる姿勢は、譜代などからは弱気な政治姿勢に見られ、「瓢箪鯰」とあだ名されたという（小西四郎『日本の歴史16 開国と攘夷』、中公文庫）。
- 西洋の学問に理解を示し、勝海舟の紹介で正弘の邸宅に呼ばれた杉純道が、ドイツ版の世界地理書を用い詳しく説明した。正弘は「我が国は狭いな」と感銘し、杉のため原書を何でも買ってやろうと約束した。
- 正弘は人の話を良く聞くが、自分の意見を述べることがほとんど無かった。ある人がそれを不審に思って尋ねると、「自分の意見を述べてもし失言だったら、それを言質に取られて職務上の失策となる。だから人の言うことを良く聞いて、善きを用い、悪しきを捨てようと心がけている」と笑いながら答えたという（松平春嶽の「雨窓閑話稿」）。
- 正弘は肥満体であり、長時間の正座が苦痛だった。しかし、相手の話を聞くときは常に長時間、正座をしていた。正弘の退出後、茶坊主が正弘の座っていた跡を見ると、汗で畳が湿っていたという（木村芥舟の著より）。

## 官職および位階等の履歴
※明治4年までは旧暦。
- 天保7年（1836年）
  - 12月25日 - 家督相続。
  - 12月28日 - 従五位下伊勢守に叙任。
- 天保9年（1838年）9月1日 - 奏者番と就る。
- 天保11年（1840年）
  - 5月19日 - 寺社奉行加役を兼帯。
  - 11月8日 - 寺社奉行加役から寺社奉行を兼帯。
- 天保14年（1843年）
  - 閏9月11日 - 老中に異動。
  - 12月15日 - 従四位下に昇叙。
- 天保15年（1844年）
  - 6月13日 - 侍従を兼任。
  - 7月22日 - 勝手掛を兼務する。
- 弘化2年（1845年）
  - 2月22日 - 水野忠邦の老中辞職により、勝手掛兼帯のまま、先任により老中首座と就る。
  - 5月29日 - 阿部家の家格を帝鑑間席とする。
- 安政2年（1855年）10月9日 - 堀田正睦の老中再任及び首座と就るに及び、勝手掛兼帯のまま、老中次座となる。
- 大正4年（1915年）11月10日、政府より贈従三位。

## 系譜
- 父：阿部正精（1775-1826）
- 母：高野貝美子
- 養父：阿部正寧（1809-1870）
- 正室：謹姫 - 松平治好の娘
- 継室：謐姫（1837-1873） - 松平慶永養女、松平直春の娘
- 生母不明の子女
  - 男子：篤之助
  - 男子：哲次郎
  - 男子：鋼蔵
  - 六女：寿子（1850-1884） - 松平茂昭養女、阿部正桓正室
- 養子
  - 男子：阿部正教（1840-1861） - 阿部正寧の長男

正弘の子女は、6女の寿子以外は全て夭折している。そのため、先代の兄・正寧の子である正教が養子となって跡を継いだ。

## 関連作品
小説
- 『阿部正弘 日本を救った幕末の大政治家』 祖父江一郎
- 「阿部正弘」（徳永真一郎『幕末閣僚伝』収録）
- 『安政維新 阿部正弘の生涯』穂高健一 南々社
- 『妻女たちの幕末』―大奥の最高権力者 姉小路の実像― 穂高健一 南々社
- 『星籠の海（上）』島田荘司

漫画
- 『陽だまりの樹』 手塚治虫
- 『風雲児たち』 みなもと太郎
- 『大奥』 よしながふみ※男女逆転設定

テレビドラマ
- 『花の生涯』（1963年、NHK大河ドラマ　演：高松政雄）
- 『旅がらす事件帖』（1980年、関西テレビ・フジテレビ系　演：小沢栄太郎） - 小林旭演じる主人公の旗本・神保直次郎とは叔父と甥の関係と言う設定が為されている。
- 『大奥 (1983年版)』（1984年、関西テレビ、西郷輝彦）
- 『翔ぶが如く』（1990年、NHK大河ドラマ　演：若林豪）
- 『勝海舟』（1990年、日本テレビ年末時代劇スペシャル、演：中野誠也）
- 『徳川慶喜』（1998年、NHK大河ドラマ　演：大橋吾郎）
- 『篤姫』（2008年、NHK大河ドラマ、演：草刈正雄）
- 『龍馬伝』（2010年、NHK大河ドラマ、演：升毅）
- 『八重の桜』（2013年、NHK大河ドラマ、演：久松信美）
- 『西郷どん』（2018年、NHK大河ドラマ、演：藤木直人）
- 『永遠のニシパ 〜北海道と名付けた男 松浦武四郎〜』（2019年、NHK、演：筧利夫）
- 『青天を衝け』（2021年、NHK大河ドラマ、演：大谷亮平）
- 『大奥 Season2』（2023年、NHKドラマ10、演：瀧内公美）※男女逆転設定

## 教育
天明6年（1786年）、福山藩4代藩主・阿部正倫によって、藩校「弘道館」が創設された。5代藩主・正精は、江戸詰め藩士のために藩邸内に丸山学問所を開設し、従来の儒学・国学に限らず、洋学・天文学などに及ぶ広範囲な学問を奨励した。
7代藩主・正弘は、弘道館を廃止し、嘉永7年/安政元年（1854年）年は江戸に、安政2年（1855年）は福山に、それぞれ「誠之館」を開校した。国学・洋学・医学・数学・兵学などを学科に加え、試験制度を取り入れた仕進法を実施するなど、革新的な教育制度を採用した。

### 現代
広島県立福山誠之館高等学校は「誠之館」を起源としている。
1875年（明治8年）に創立された文京区立誠之小学校は、福山藩丸山中屋敷の藩校を前身としている。